# ルーカス・カヴァリーニ
ルーカス・カヴァリーニ（Lucas Cavallini、1992年12月28日 - ）は、カナダ出身の同国代表サッカー選手。クラブ・ティフアナ所属。ポジションはFW。

## クラブ経歴
ナシオナル・モンテビデオの下部組織出身。2012年よりトップチームに昇格した。
2012年7月半ば、出場機会の確保のためCAフベントゥ・デ・ラス・ピエドラスにレンタル移籍。
2013年、今度はCAフェニックスにレンタル移籍。2015 アペルトゥーラよりフェニックスに完全移籍。
2017年1月10日、CAペニャロールに移籍。
2017年8月31日、リーガMXのプエブラFCにレンタル移籍。2018年6月、プエブラに完全移籍し4年契約を締結した。
2019年12月、メジャーリーグサッカーのバンクーバー・ホワイトキャップスと3年契約を締結した。
2023年2月、クラブ・ティフアナに移籍した。

## 代表経歴
18歳からカナダの年代別代表に選出されている。2011年、U-20代表チームの一員としてグアテマラで開催されたCONCACAF U-20選手権に参加した。
U-23カナダ代表チームに3度招集された後、スティーブン・ハート代表監督によって2012年8月13日にトリニダード・トバゴ代表と対戦するA代表に初めて招集された。同試合のハーフタイムにテリー・ダンフィールドと交代し、後半からピッチに立ちA代表デビューを果たした。試合には2-0で勝利した。
2018年9月9日、2019 CONCACAFネーションズリーグ (予選)のアメリカ領バージン諸島代表戦で代表初ゴールを含む2ゴールを決め、8-0の大勝に貢献した。

## 代表歴

### 出場大会
- カナダ代表
  - 2022 FIFAワールドカップ

### 試合数
- 国際Aマッチ 41試合 18得点（2012年-）[13]

| カナダ代表 | 国際Aマッチ | 国際Aマッチ |
| 年         | 出場        | 得点        |
| ---------- | ----------- | ----------- |
| 2012       | 2           | 0           |
| 2013       | 0           | 0           |
| 2014       | 0           | 0           |
| 2015       | 1           | 0           |
| 2016       | 0           | 0           |
| 2017       | 4           | 0           |
| 2018       | 3           | 3           |
| 2019       | 8           | 7           |
| 2020       | 0           | 0           |
| 2021       | 11          | 5           |
| 2022       | 7           | 2           |
| 2023       | 5           | 1           |
| 通算       | 41          | 18          |

### 得点
2022年11月17日現在
| #   | 開催日         | 開催地         | 対戦国                   | 得点 | 結果 | 試合概要                               |
| --- | -------------- | -------------- | ------------------------ | ---- | ---- | -------------------------------------- |
| 1.  | 2018年9月9日   | ブレイデントン | アメリカ領ヴァージン諸島 | 2–0  | 8–0  | 2019 CONCACAFネーションズリーグ (予選) |
| 2.  | 2018年9月9日   | ブレイデントン | アメリカ領ヴァージン諸島 | 5–0  | 8–0  | 2019 CONCACAFネーションズリーグ (予選) |
| 3.  | 2018年10月16日 | トロント       | ドミニカ国               | 3–0  | 5–0  | 2019 CONCACAFネーションズリーグ (予選) |
| 4.  | 2019年3月24日  | バンクーバー   | フランス領ギアナ         | 2–1  | 4–1  | 2019 CONCACAFネーションズリーグ (予選) |
| 5.  | 2019年3月24日  | バンクーバー   | フランス領ギアナ         | 4–1  | 4–1  | 2019 CONCACAFネーションズリーグ (予選) |
| 6.  | 2019年6月20日  | デンバー       | メキシコ                 | 1–2  | 1–3  | 2019 CONCACAFゴールドカップ            |
| 7.  | 2019年6月23日  | シャーロット   | キューバ                 | 2–0  | 7–0  | 2019 CONCACAFゴールドカップ            |
| 8.  | 2019年6月23日  | シャーロット   | キューバ                 | 3–0  | 7–0  | 2019 CONCACAFゴールドカップ            |
| 9.  | 2019年6月23日  | シャーロット   | キューバ                 | 4–0  | 7–0  | 2019 CONCACAFゴールドカップ            |
| 10. | 2019年6月29日  | ヒューストン   | ハイチ                   | 2–0  | 2–3  | 2019 CONCACAFゴールドカップ            |
| 11. | 2019年10月15日 | トロント       | アメリカ合衆国           | 2–0  | 2–0  | 2019 CONCACAFネーションズリーグ        |
| 12  | 2021年3月29日  | ブレイデントン | ケイマン諸島             | 8–0  | 11–0 | 2022 FIFAワールドカップ予選            |
| 13  | 2021年3月29日  | ブレイデントン | ケイマン諸島             | 10–0 | 11–0 | 2022 FIFAワールドカップ予選            |
| 14  | 2021年3月29日  | ブレイデントン | ケイマン諸島             | 11–0 | 11–0 | 2022 FIFAワールドカップ予選            |
| 15  | 2021年6月5日   | ブレイデントン | アルバ                   | 1–0  | 7–0  | 2022 FIFAワールドカップ予選            |
| 16  | 2021年6月5日   | ブレイデントン | アルバ                   | 3–0  | 7–0  | 2022 FIFAワールドカップ予選            |
| 17. | 2022年6月9日   | バンクーバー   | キュラソー               | 4–0  | 4–0  |                                        |
| 18. | 2022年11月17日 | ドバイ         | 日本                     | 2–1  | 2–1  |                                        |